# Jogo de Pitoco
O Jogo de Pitoco, também conhecido como Peteleco, é um jogo praticado sobre uma mesa. Reúne, em cada partida, duas duplas, onde cada jogador é posicionado num dos quatro lados de uma mesa tabuleiro quadrada de cerca de 1 metro quadrado.
Sobre o tabuleiro, são centralizados 15 discos de acrílico e o jogador inicial deve dispersá-los arremessando um disco "batedeira" a partir de sua zona de jogo (borda delineada do seu lado do tabuleiro) com um dedo. A partir deste, os jogadores vão se revezando alternadamente com o objetivo de derrubar os discos iniciais numa das quatro caçapas dispostas nos vértices da mesa, sempre lançando o disco "batedeira" de sua própria zona de jogo.
Os discos são divididos em 3: 6 verdes, 6 amarelos e 3 vermelhos (estas cores podem ser diferentes). Cada dupla pode encaçapar apenas os discos de sua cor definida no começo do jogo (verde ou amarela) e, depois de derrubar os 6 discos, deve encaçapar ao menos 2 dos 3 discos vermelhos, com o agravante que estes últimos devem ser derrubados em ordem crescente, uma vez que os dicos são numerados.
Vence a dupla que derrubar os 8 discos primeiro.
1. ↑  Associação dos Pioneiros e Veteranos da Embraer (6 de janeiro de 2016). «JOGUE "PITOCO" NA APVE». Consultado em 11 de maio de 2018